# Can Font de Gaià
Can Font de Gaià (o Can Font d'en Gaia) és una masia de Terrassa (Vallès Occidental) protegida com a bé cultural d'interès local.
És una masia amb seu origen al segle xiv completament reformada al segle xix.
La planta és de planta gairebé quadrada i està formada per planta baixa i dos pisos. La coberta és a dos vessants. La façana principal està orientada a ponent, paral·lela al carener, de composició simètrica i plana. La planta baixa té un portal d'accés amb llinda plana i dues finestres. El primer pis presenta tres balcons de ferro de forja amb poms de llautó i el segon, un balcó central de ferro de forja i dues finestres. Tota la façana és estucada d'un color vermellós on apareixen, molt suaument, esgrafiats de dibuixos arquitectònics i un rellotge de sol. L'edifici té adjacents altres dependències que conjuntament amb el pati formen un clos al qual s'accedeix per un portal d'arc rebaixat i cobert. En general, tot el tractament exterior de l'edifici segueix un llenguatge clàssic molt italianitzat.